# Tirreno-Adriatico 1971
La Tirreno-Adriatico 1971, sesta edizione della corsa, si svolse dal 10 al 14 marzo 1972 su un percorso di 985 km, suddiviso su 5 tappe. La vittoria fu appannaggio dell'italiano Italo Zilioli, che completò il percorso in 26h33'18", precedendo il belga Georges Pintens e il connazionale Marcello Bergamo.

## Tappe
| Tappa  | Data     | Percorso                                            | km  | Vincitore di tappa | Leader cl. generale |
| ------ | -------- | --------------------------------------------------- | --- | ------------------ | ------------------- |
| 1ª     | 10 marzo | Ladispoli > Fiuggi                                  | 208 | Gianni Motta       | Gianni Motta        |
| 2ª     | 11 marzo | Alatri > Pescasseroli                               | 181 | Italo Zilioli      | Italo Zilioli       |
| 3ª     | 12 marzo | Pescasseroli > Pineto                               | 184 | Guido Reybrouck    | Italo Zilioli       |
| 4ª     | 13 marzo | Pineto > Civitanova Marche                          | 202 | Giuseppe Beghetto  | Italo Zilioli       |
| 5ª     | 14 marzo | San Benedetto del Tronto > San Benedetto del Tronto | 210 | Giancarlo Polidori | Italo Zilioli       |
| Totale | Totale   | Totale                                              | 985 |                    |                     |

## Classifiche finali

### Classifica generale - Maglia azzurra
| Pos. | Corridore           | Squadra     | Tempo     |
| ---- | ------------------- | ----------- | --------- |
| 1    | Italo Zilioli       | Ferretti    | 26h33'18" |
| 2    | Georges Pintens     | Hertekamp   | a 1'24"   |
| 3    | Marcello Bergamo    | Filotex     | a 1'31"   |
| 4    | Pierfranco Vianelli | Dreher      | a 1'46"   |
| 5    | Aldo Moser          | G.B.C.-Itla | a 1'48"   |
| 6    | Enrico Maggioni     | Cosatto     | a 2'16"   |
| 7    | Gianni Motta        | Salvarani   | a 3'16"   |
| 8    | Giancarlo Polidori  | Scic        | a 3'36"   |
| 9    | Noël Van Clooster   | Hertekamp   | a 3'51"   |
| 10   | Davide Boifava      | Scic        | a 3'55"   |